# Клима Африке
Клима Африке је формирана на основу њеног географског положаја, рашчлањености рељефа, затим утицаја опште циркулације атмосфере и кретања морских струја. Сматра се „жарким“ континентом, зато што већи део њене површине лежи у оквиру изотерме од 20 °C. Највише температуре забележене су у северном делу, у пустињи Сахари и прелазе 40 °C. Будући да екватор пресеца Африку скоро по средини, у северном и јужном делу развили су се претежно равномерно екваторијални, субекваторијални, тропски и суптропски климат. Савремене климатске одлике афричког континента, формирале су се током палеогена и неогена, па се данашњи распоред и карактеристике мало разликују од тадашњих. Највиша измерена температура у Африци износила је +57,8 °C (Азизија, Либија), а најнижа —24 °C (Ефран, Мароко). Највише падавина забележено је у месту Дебунџа у Камеруну (преко 10.000 милиметара), а најмање у Судану, место Вади Халфа, само 2,5 mm.

## Климатске одлике у прошлости
Климатске прилике у прекамбрији су мало познате због тога што је од тада дошло до великих физичко-хемијских, тектонских и хидролошких промена на планети Земљи. Климатски појасеви нису били изражени због велике количине угљен-диоксида у атмосфери, а просечна температура на планети кретала се око 40 °C. Полови су били на приближно истом месту као и данас, а екватор је пресецао северни део Африке.
Током палеозоика су се издиференцирале основне климатске зоне. Јужни пол је био недалеко од обале данашње Анголе. На простору Сахаре нађени су глацијални трагови из периода силура, а на масиву Тасилин Аџер откривени су леднички валови и морене. Према нађеним траговима утврђено је да је глацијација трајала у периоду између силура и ордовика, Јужни пол био је у западној Сахари, а ледни покривач обухватао је око пет милиона km². У девону су глобалне температуре биле веома високе, а јужни пол је био у јужном делу Африке. У перму је северни део Африке био под утицајем суве и топле климе, док је јужни део био захваћен глацијацијом. Велика разлика између клима северни и јужне полулопте утицала је на промене биљног и животињског света крајем палеозоика.
Почетком мезозоика, у јужној Африци наступа период суве климе, која се проширила на цео континент. Крајем мезозоика, тачније у креди (пре око 120 милиона година) започето је формирање савремених црта континената, које је почетком кенозоика (пре око 65 милиона година) окончано. У јури и креди је клима афричких простора била веома влажна и врућа — тропска. Такав тренд наставио се и почетком кенозоика.
Током терцијара формирају се климатске зоне, које се добрим делом подударају са данашњим стањем. Еоцен се одликовао влажнијим климатом, а током неогена (пре 15-20 милиона година) аридне зоне се проширују. Вантропски предели простају сушнији, а хумидни појас се повлачи ближе екватору. Пре око 15 милиона година издваја се типична саванска клима (травнати појасеви) која се шири на рачун шумски влажних предела.
У квартару долази до већег захлађења, које је праћено и изазвано тектонским покретима и издизањем планина и висоравни. Клима Африке је у том периоду била влажна и умерена. На планинама изнад 3.000 метара дошло је до формирања великих површина под ледницима. Током плеистоцена су се смењивали периоди глацијације и интерглацијације (хладнији и топлији). Екваторијални појас није значајно измењен током трајања ледних доба, али су зато аридни пустињски појасеви имали неколико фаза, смењивања влажних периода (развијена речна мрежа) и сушних периода (сува речна корита). Крајем плеистоцена и почетком холоцена (пре око 12.000 година) формирају се савремене климатске прилике, које се од данашњих разликују по нешто израженијој влажности.

## Општа циркулација атмосфере
Над екватором се налази стално поље ниског ваздушног притиска изазвано узлазним ваздушним струјањима, зениталним кишама и великом влажности ваздуха. То омогућава продор ветрова са северне и јужне хемисфере и зоне тропских струјања око 30° гш. То су стални ветрови — пасати (североисточни и југоисточни). Антициклонална поља на северном и јужној хемисфери се током јула месеца премештају ка северу, а током јануара према југу, па се због тога током године мењају климатски услови на афричком континенту.

### Циркулација у јулу
У јулу месецу се Сахарски антициклон налази изнад Средоземног мора, где тада преовлађује топло и суво време. Поље ниског ваздушног притиска обухвата простор од југозападне Азије преко Сахаре и регије Судана. Ваздушне струје у виду североисточног пасата дувају из Средоземља ка Сахари, али како су слабије засићене влагом и долазе у контакт са прегрејаним ваздухом изнад пустиње, убрзо постају суве и не доносе овим просторима кишу.
Изнад јужне Африке формира се поље високог ваздушног притиска, време је ведро и суво. На западној страни суви пасат дува паралелно уз обалу Намибије и Анголе, јер се правац пружања обалске линије поклапа са смером ветрова. Као такав он не доноси кишу. Након што пређе екватор, под утицајем ротације, пасат мења правац и постаје југозападни монсун. Прелазећи преко топлог Гвинејског залива, доноси падавине Гвинејском приобаљу и унутрашњости Судана до јужног обода Сахаре. На источној страни југоисточни пасат дува из поља високог притиска чије је средите над Индијским океаном у близини Мадагаскара. Након што пређе екватор скреће према истоку и дува паралелно са Сомалијском обалом, а у унутрашњости доноси падавине Етиопској висији. Крајњи југ јужне Африке тада је под утицајем ниског ваздушног притиска, па западни ветрови умерених ширина доносе доста влаге и киша са Атлантика.

### Циркулација у јануару
У јануару месецу Сахарски антициклон налази се изнад Сахаре, Судана и југозападне Азије. Над Средоземљем и узаним појасом приобаља северне Африке формира се поље ниског ваздушног притиска што погодује продору сталних западних ветрова са Атлантика. Они том делу доносе тада падавине. Из Сахарскога максимума дува североисточни пасат према Гвинејском заливу, а из Арабије према Етиопској висији и Сомалији. Будући да овај пасат има континентални карактер, сув је и не доноси кишу, осим на Етиопским планинама, где се падавине излучују услед веће надморске висине.
Изнад јужне Африке налази се у јануару поље ниског ваздушног притиска. Из источне периферије Јужноатлантског антициклона струје пасати према овом депресији. Хладна Бенгуелска струја расхлађује ваздушне масе и оне у додиру са загрејаним копном губе влагу, тако да не доносе падавине западној обали. Када пасат пређе екватор поприма одлике југозападног монсуна и доноси велике падавине Гинејском приобаљу. Његов даљи продор према унутрашњости спречава сув североисточни пасат из Сахаре. Источне обале су под утицајем пасата из јужног дела Индијског океана. Он доноси падавине западној обали Мадагаскара, као и југоистоку Африке након што се засити преласком преко топле Мозамбичке струје. Како су у приобаљу високе планине (Дракенске планине), кише се излучују у јужним подгоринама, па у унутрашњост копна ваздушне масе продиру као суве.

## Рељеф и обале
Рељеф представља значајан фактор приликом формирања климатских одлика неког поднебља. Африка се условно дели на „ниску“ и „високу“. Ниска Африка обухвата простор северног, западног и централног дела континента. Како је њена просечна висина испод 1.000 метара то погодује продор сталних ваздушних маса са Атлантског океана (западни умерени ветрови). Утицај тих ветрова осећа се дубоко у унутрашњост континента. Ипак, они не доносе падавине Сахари из неколико разлога: планински венац Атласа, постављен је управно на кретања ваздушних маса, па се киша излучи у северним подгоринама у уском обалном појасу; ваздух прелази преко хладне Канарске струје у западном приобаљу северног дела континента, расхлађује се и губи влагу; копно Сахаре је прегрејано и суво, па као такво утиче да се те масе брзо угреју и удаље од тачке засићења.
У западном делу Африке, управно на кретање југозападних монсуна налазе се планински масиви Фута Џалон, Камерун и др. Због свог положаја у њиховим јужним подгоринама излучи се велика количина падавина (преко 2.000-3.000 mm). Сахарски масиви Ахагар и Тибести добијају већу количину падавина од околних области захваљујући надморској висини.
Висока Африка одликује се рељефом вишим од 1.000 метара, што представља значајну препреку продору ваздушних маса са океана. У југоисточном делу високи планински венци (Дракенске планине и др), постављене су управно на правац кретања влвжног југоисточног пасата. Како венци достижу и до 3.000 метара надморске висине, ваздушне масе излучују падавине и приобалним подгоринама, па као суве прелазе преко препреке и продиру у унутрашњост. У источној Африци налазе се Етиопске планине, чија је висина местимично и преко 4.000 метара, то погодује развићу орографских падавина током године.
Значаја утицај на простирање доминантних ветрова има и правац пружања обала. То се највише осећа у западном приобаљу јужног дела Африке де пасати дувају паралелном са обалском цртом континента према екватору. На истоку југоисточни пасат из Индијског океана након преласка екватора добија југозападни правац и дува паралелно са обалом Сомалије. Овакав распоред обала и изразитих узвишења у рељефу директно утиче на локалне и регионалне климатске прилике.

## Морске струје
Морске струје утичу значајно на климатске прилике због своје температуре и правца кретања. Уз обале Африке протичу четири струје: Канарска, Гвинејска, Источномадагаскарска, Бенгуелска и Мозамбичка.
Канарска струја је хладни огранак Голфске струје и протиче уз западну обалу севера Африке (Мароко, Западна Сахара, Мауританија). Западни ветрови који доносе влагу са Атлантика, прелазе преко ње расхлађују се и губе на засићености, што директно утиче на мањак падавина у западном делу Сахаре и формирање пустиње. Уз западне обале јужног дела Африке тече Бенгуелска струја (ЈАР, Намибија, Ангола). Југоисточни пасат који дува из јужног дела Атлантског океана према копну, прелази преко ове струје и губи влагу, што смањује падавине и утиче на појас приобалних пустиња (Намиб).
Гвинејска струја је топла и тече преко Гвинејског залива од запада ка истоку. Југозападни монсун који дува од екватора према копну, прелази преко ње, додатно се засићује и доноси обилне падавине приобаљу. Крај источних обала Мадагаскара тече Источномадагаскарска струја која загрева и обогаћује влагом југоисточни пасата са Индијског океана, што доноси обилне кише овом делу острва. Пасат настава ка југоистоку и прелази преко такође топле Мозамбичке струје, што повећава влажност и количину падавина у приобаљу јужне Африке.

## Температурни распоред
Африка се сматра „жарким“ континентом, због свог положаја у односу на екватор и количини инсолације коју примају одређени делови током године. На температуру осим инсолације, утиче распоред рељефа и надморска висина. Африка је континент изразитих температурних екстрема — лети оне прелазе 35 подеок, а зими се у неким областима могу спустити значајно испод 0 °C. Укупна амплитуда између измереног максимума и минимума износи око 81 °C. У табели су представљене највиша и најнижа икада измерена температура у Африци:
| Вредност               | Темп. ( °C) | Место          | Датум               |
| ---------------------- | ----------- | -------------- | ------------------- |
| Максимална температура | +57,8       | Азизија Либија | 13. септембар 1922. |
| Минимална температура  | -24         | Ефран Мароко   | 11. фебруар 1935.   |

Упадни угао сунчевих зрака на већем делу Африке, а нарочито око екватора је велики. То доприноси јачем загревању површине тла. Током лета северне хемисфере у јулу месецу, изотерма од 30 °C обухвата цео северни део Африке (сахарске и атласке земље, подсахарска област), спушта се према долини Нигера и котлини Чада, а затим лучно обухвата простор Етиопије и Сомалије на југоистоку. У унутрашњим деловима Сахаре формирају се изотерме од 35 — 40 °C. У том периоду на јужној хемисфери је зима. Изотерме од 10 — 20 °C захватају области јужно од басена Конго, а ка северу залазе у регију Великих језера. Температуре ниже од 10 °C карактеристичне су за простране планинске венце и висоравни (Етиопска висораван, Дракенске планине и др).
За време зиме северне хемисфере у јануару месецу у северном делу континента на простору Сахаре, њених јужним обода и приобаља Средоземног мора јавља се изотерма од 10 — 20 °C. Област Атласких и Сахарских планина (Ахагар, Тибести, Тесилин Аџер и др) је због веће надморске висине у оквиру изотерме испод 10 °C. Велико пространство од Сахела на северу ду крајњег југа Африке тада је обухваћено изотермама од 20 — 30 °C. На јужној хемисфери је јануару лето. Простор Великих језера, Дракенских планина и Етиопске висије због веће надморске висине лежи у оквиру изотерме 10 — 20 °C.
Слаба рашчлањеност рељефа утицала је на континентални карактер температуре. Одсуство великих планинских венаца смањује утицај вертикалног снижавања температуре услед пораста надморске висине. Такав утицај изражен је само у источној, југоисточној и делимично јужној Африци.

## Распоред падавина
Количина падавина на афричком континенту значајно варира од регије до регије. Највећи утицај на то имају распоред атмосферског притиска, распоред рељефа и правац влажних, односно сувих ваздушних маса. Највећу количину падавина у Африци примају екваторијални делови на правцу југозападних монсуна. Најмање падавина забележено је у пустињским пределима око повратника. Екстремне вредности кишног талога приказане су у табели:
| Вредност          | Падав. (mm) | Место            | Датум     |
| ----------------- | ----------- | ---------------- | --------- |
| Максимум падавина | 10.287      | Дебунџа Камерун  | 32 године |
| Минимум падавина  | 2,4         | Вади Халфа Судан | 39 година |

Испод 100 mm кише годишње падне у Сахари. Зими се у приобаљу излучује извесна количина падавина, док лети оно скоро у потпуности одсуствују. Због надморске висине и управног положаја према западним ветровима у зимском периоду Атласке планине примају и до 1.000 милиметара током године. Висина талога смањује се према јужним падинама у унутрашњости Алжира, где опада на око 200 mm. У средишту Сахаре постоје области у којима падне мање од 2–3 mm годишње. Сушни период траје од 200-300 дана.
Суданска регија прима од 100 до 400 милиметара годишње. Количина талога повећава се према југу. У Сахелу падне до 1 цм талога. Јужније према екватору падавине постепено расту. Сушни период на северу траје до 200 дана, док се у јужним деловима регије смањује на око 100 дана. Највећа количина падавина излучи се током лета. Гвинејска регија и приобаље су најкишовитија област Африке. Велике количине падавина доноси влажни југозападни монсун. Просечна висина талога креће се од 1.500-3.000 mm, а највише се излучи у приобаљу Камеруна (Дебунџа, преко 10.000 mm) и у јужним подгоринама планине Фута Џалон. Сушни период траје максимално 100 дана.
У басену Конга и околним узвишењима падавине се смањују од севера ка југу. У северним деловима падне од 1.000 до 2.000 милиметара, а сушни период траје до 100 дана. Јужни део конгоанске котлине и долине Замбезија прима од 1.500 до 1.000 милиметара. Сезонски карактер је оштро изражен и сушно доба повећава се од 100 на 200 дана. Етиопска висија због своје надморске висине прима од 1.000 до 1.500 милиметара талога (у средишњим деловима и до 2.000). У Сомалији је количина кише мала, од 50–100 mm, а у побрђу до 500 mm. Најсушнији је источни предео Аденског залива који има пустињски карактер. Сушна сезона траје 5-7 месеци.
Источноафричка висораван и језера имају разноврстан распоред падавина. Просечно ова регија прима око 1.000 mm, највише око језера Викторија. Северни део прима највише талога у јесен и пролеће, а јужни део током лета јужне хемисфере (у јулу). Од екватора према југу сушни период се продужава од 200 до 250 дана, док се ка северу крећу од 2-3 месеца. Падавине у јужној Африци смањују се од запада ка истоку. Највише талога падне у југоисточном приобаљу Дракенских планина (500-1.000 mm). Сушни период траје око три месеца. Због сушнох континенталног пасата и правца пружања обале у југозападној Африци формирао се појас пустиња (Намиб), где је количина кише на годишњем нивоу мања од 100 милиметара. Сушни период траје током целе године.
У Калахарију се количина падавина смањује од истока према западу са 500 на око 100 mm. Јужно од овог басена је простор висоравни Кару и Капских планина, који прима просечно до 500 милиметара талога. Југозападне падине местимично примају и до 100 центиметра кише. На Мадагаскару је распоред падавина сличан као у јужној Африци. Источне области које се налазе управно на правац кретања југоисточног пасата примају до 3.000 милиметара годишње. Према западу у подножју планинских страна падавине се смањују на 1.500 мм, док на западној обали опадају до 500 милиметара. Сушни период се повећава ка истоку од 0 до 200 дана.

### Снег и глацијација
Снежне падавине у Африци су веома ретке. Сезонски се јављају на највишим венцима у источном делу континента на језерској висоравни, а повремено на Дракенским, Атласким и Сахарских планинама. Снежни покривач задржава се изнад границе од 4.500 до 5.000 метара (Килиманџаро — 4.800 m, Кенија и Рувензори — 4.600 m). Током зиме, снег понекад пада у северном приобалном делу Сахаре.
| Килиманџаро | Рувензори                   | Кенија                                                                                    |
| --- | --------------------------- | ----------------------------------------------------------------------------------------- |
| Ероу, Балето, Баранко, Креднер, Декен, Дајмонд, Дригалски, Истерн ајс, Фуртвенглер, Хајм, Керстен, Рацел, Ребман | Спик, Елена, Стенли, Бејкер | Мистер Али Сезар, Дајмонд, Дарвин, Форел, Грегори, Хајм, Јозеф, Краф, Луис, Норти, Тиндал |

На три највише планине Африке — Рувензорију, Кенији и Килиманџаро, постоје стални ледници. У прошлости је много већи простор био захваћен глацијацијом, али се он смањио због отопљења климе. Центри плеистоцене глацијације били су на Атласу, Ахагару, Тибестију, Етиопској висоравни и Дракенским планинама. Данас је највећи центар ледничких формација Килиманџаро, са којег се спушта укупно тринаест глечера.

## Климатски типови
Многобројни климатски елементи утицали су на образовање климата на афричком континенту. Специфични положај и екватор који пресеца Африку скоро по средини довели су до тога да се и на северном и на јужној половини подједнако развију одређени типови. Сви климати понављају се по два пута. Издвајају се четири основна — екваторијални, субекваторијални, тропски и суптропски, у оквиру којих се јављају одређени подтипови. На планинама вишим од 4.000 метара може се издвојити планински климат.

### Екваторијална клима
Овај климатски тип обухвата простор басена Конга и Гвинејског приобаља између 5° сгш и 5° јгш. Основне одлике екваторијалне климе Африке су високе температуре (22 — 26 °C), мале годишње амплитуде (1 — 3 степена) и велика количина падавина током целе године (1.500 до 3.000 mm). Према продору ваздушних маса у ове области, екваторијални климат дели се на два типа: континентални и атлантски.

#### Континентални тип
Континентални тип карактеристичан је за област басена Конга. На климу утичу југоисточни и североисточни пасати и њихова смена током године. Због издизања ваздушних маса и интензивног загревања, падавине се излучују током целе године. Типичан представник климата је Мбандака у ДР Конгу (просечна годишња температура 25 °C, а количина падавина 1.600 mm).
| Клима Мбандаке             | Клима Мбандаке | Клима Мбандаке | Клима Мбандаке | Клима Мбандаке | Клима Мбандаке | Клима Мбандаке | Клима Мбандаке | Клима Мбандаке | Клима Мбандаке | Клима Мбандаке | Клима Мбандаке | Клима Мбандаке | Клима Мбандаке |
| Показатељ \ Месец          | .Јан.          | .Феб.          | .Мар.          | .Апр.          | .Мај.          | .Јун.          | .Јул.          | .Авг.          | .Сеп.          | .Окт.          | .Нов.          | .Дец.          | .Год.          |
| -------------------------- | -------------- | -------------- | -------------- | -------------- | -------------- | -------------- | -------------- | -------------- | -------------- | -------------- | -------------- | -------------- | -------------- |
| Средњи максимум, °C (°F)   | 31 (88)        | 32 (90)        | 32 (90)        | 31 (88)        | 31 (88)        | 30 (86)        | 30 (86)        | 29 (84)        | 30 (86)        | 30 (86)        | 30 (86)        | 30 (86)        | 30,5 (86,9)    |
| Средњи минимум, °C (°F)    | 19 (66)        | 20 (68)        | 20 (68)        | 20 (68)        | 20 (68)        | 19 (66)        | 17 (63)        | 17 (63)        | 19 (66)        | 19 (66)        | 19 (66)        | 19 (66)        | 19 (66)        |
| Количина падавина, mm (in) | 80 (31,5)      | 100 (39,4)     | 150 (59,1)     | 140 (55,1)     | 130 (51,2)     | 110 (43,3)     | 100 (39,4)     | 100 (39,4)     | 200 (78,7)     | 210 (82,7)     | 190 (74,8)     | 120 (47,2)     | 1,630 (641,7)  |
| Извор:                     |                |                |                |                |                |                |                |                |                |                |                |                |                |

#### Атлантски тип
Атлантски тип особен је за Гвинејско приобаље и Камерун. На климу утичу веома влажни југозападни монсуни који доносе падавине током целе године (и до 10.000 mm). Типичан представник овог климата је Дебунџа у Камеруну (просечна годишња температура око 27 °C, а количина падавина око 3.000 mm).
| Клима Дебунџе              | Клима Дебунџе | Клима Дебунџе | Клима Дебунџе | Клима Дебунџе | Клима Дебунџе | Клима Дебунџе  | Клима Дебунџе  | Клима Дебунџе  | Клима Дебунџе  | Клима Дебунџе  | Клима Дебунџе | Клима Дебунџе | Клима Дебунџе     |
| Показатељ \ Месец          | .Јан.         | .Феб.         | .Мар.         | .Апр.         | .Мај.         | .Јун.          | .Јул.          | .Авг.          | .Сеп.          | .Окт.          | .Нов.         | .Дец.         | .Год.             |
| -------------------------- | ------------- | ------------- | ------------- | ------------- | ------------- | -------------- | -------------- | -------------- | -------------- | -------------- | ------------- | ------------- | ----------------- |
| Средњи максимум, °C (°F)   | 32 (90)       | 33 (91)       | 33 (91)       | 32 (90)       | 32 (90)       | 30 (86)        | 29 (84)        | 28 (82)        | 29 (84)        | 30 (86)        | 31 (88)       | 32 (90)       | 31 (88)           |
| Средњи минимум, °C (°F)    | 24 (75)       | 25 (77)       | 24 (75)       | 24 (75)       | 24 (75)       | 23 (73)        | 23 (73)        | 23 (73)        | 23 (73)        | 23 (73)        | 24 (75)       | 24 (75)       | 24 (75)           |
| Количина падавина, mm (in) | 27 (10,6)     | 49,7 (19,57)  | 114,1 (44,92) | 196,4 (77,32) | 226,8 (89,29) | 299,7 (117,99) | 439,8 (173,15) | 612,7 (241,22) | 494,9 (194,84) | 304,5 (119,88) | 137,9 (54,29) | 33 (13)       | 2.936,5 (1.156,1) |
| Извор:                     |               |               |               |               |               |                |                |                |                |                |               |               |                   |

### Субекваторијална клима
Овај климатски тип обухвата на северној полулопти просторе северно од екваторијалног појаса — залеђе Гвинејске области, регију Судан и Етиопску висију до приближно 17° сгш. Кос Сомалије се ова граница спушта на око 10° гш због сушнијег предела. На јужној полулопти, зони припада јужни део басена реке Конго са развођем према Калахарију до око 20° јгш. Овај климат назива се још тропско-монсунски, влажно-тропски или тропско-савански. Одликује се високим температурама до 30 °C, нешто већим амплитудама у односу на екваторијалну област (3 — 6 °C) и падавинама до 1.500 милиметара годишње. Могу се издвојити три типа — атлантски, континентални и индијски.

#### Атлантски тип
На северној полулопти је Сахарски максимум лети изнад Медитерана, што погодује дубљем продору у копно влажног југозападног монсуна из јужног дела Атлантика. У летњим месецима излучи се највећи део падавина. Просечне годишње температуре крећу се око 30 °C. Зими се Сахарски антициклон премешта према југу у унутрашњост пустиње и тада ка Гвинејског обали дува сув континентални пасат — харматан. То доприноси спречавању продора југозападних монсуна дубље у копно и ублажавању влажности ваздушних маса. У зимско доба је сушни период са нешто вишим температурама. Укупно годишње падне око 1.500 mm талога.
| Клима Лагоса               | Клима Лагоса | Клима Лагоса | Клима Лагоса | Клима Лагоса  | Клима Лагоса  | Клима Лагоса   | Клима Лагоса   | Клима Лагоса  | Клима Лагоса  | Клима Лагоса  | Клима Лагоса | Клима Лагоса | Клима Лагоса  |
| Показатељ \ Месец          | .Јан.        | .Феб.        | .Мар.        | .Апр.         | .Мај.         | .Јун.          | .Јул.          | .Авг.         | .Сеп.         | .Окт.         | .Нов.        | .Дец.        | .Год.         |
| -------------------------- | ------------ | ------------ | ------------ | ------------- | ------------- | -------------- | -------------- | ------------- | ------------- | ------------- | ------------ | ------------ | ------------- |
| Средњи максимум, °C (°F)   | 32,2 (90)    | 33,1 (91,6)  | 32,7 (90,9)  | 32,1 (89,8)   | 30,9 (87,6)   | 29,2 (84,6)    | 28,1 (82,6)    | 28,9 (84)     | 30,4 (86,7)   | 31 (88)       | 31,9 (89,4)  | 30,7 (87,3)  | 30,5 (86,9)   |
| Средњи минимум, °C (°F)    | 22,3 (72,1)  | 23,5 (74,3)  | 23,8 (74,8)  | 23,6 (74,5)   | 23,1 (73,6)   | 22,6 (72,7)    | 22,1 (71,8)    | 21,7 (71,1)   | 21,9 (71,4)   | 22,3 (72,1)   | 22,6 (72,7)  | 22,4 (72,3)  | 22,6 (72,7)   |
| Количина падавина, mm (in) | 14,3 (5,63)  | 42 (16,5)    | 77,1 (30,35) | 142,4 (56,06) | 204,8 (80,63) | 312,2 (122,91) | 256,9 (101,14) | 112,4 (44,25) | 167,1 (65,79) | 135,8 (53,46) | 54 (21,3)    | 19 (7,5)     | 1,538 (605,5) |
| Извор:                     |              |              |              |               |               |                |                |               |               |               |              |              |               |

#### Континентални тип
На јужној полулопти је у овој области током јануара (лето те хемисфере) низак притисак што погодује продору влажних маса са Атлантика (монсуни). Влажна сезона траје током целог топлијег доба године. Када се екваторијални ваздух у лето северне хемисфере премести ка северу, на овом делу преовлада југоисточни суви континентални пасат који доноси мало кише и сушан период (јул-септембар). Температуре су око 30 °C, са падавинама нешто преко 1.300 милиметара. Типичан представник овог климата је Бразавил у Републици Конго.
| Клима Бразавила            | Клима Бразавила | Клима Бразавила | Клима Бразавила | Клима Бразавила | Клима Бразавила | Клима Бразавила | Клима Бразавила | Клима Бразавила | Клима Бразавила | Клима Бразавила | Клима Бразавила | Клима Бразавила | Клима Бразавила |
| Показатељ \ Месец          | .Јан.           | .Феб.           | .Мар.           | .Апр.           | .Мај.           | .Јун.           | .Јул.           | .Авг.           | .Сеп.           | .Окт.           | .Нов.           | .Дец.           | .Год.           |
| -------------------------- | --------------- | --------------- | --------------- | --------------- | --------------- | --------------- | --------------- | --------------- | --------------- | --------------- | --------------- | --------------- | --------------- |
| Средњи максимум, °C (°F)   | 31 (88)         | 32 (90)         | 33 (91)         | 33 (91)         | 32 (90)         | 29 (84)         | 28 (82)         | 29 (84)         | 31 (88)         | 32 (90)         | 31 (88)         | 31 (88)         | 31 (88)         |
| Средњи минимум, °C (°F)    | 21 (70)         | 21 (70)         | 21 (70)         | 22 (72)         | 21 (70)         | 18 (64)         | 17 (63)         | 18 (64)         | 20 (68)         | 21 (70)         | 21 (70)         | 21 (70)         | 20 (68)         |
| Количина падавина, mm (in) | 135 (53,1)      | 145 (57,1)      | 196 (77,2)      | 196 (77,2)      | 159 (62,6)      | 8 (3,1)         | 3 (1,2)         | 3 (1,2)         | 30 (11,8)       | 119 (46,9)      | 222 (87,4)      | 142 (55,9)      | 1,358 (534,6)   |
| Извор:                     |                 |                 |                 |                 |                 |                 |                 |                 |                 |                 |                 |                 |                 |

#### Индијски тип
Овај тип је током лета северне хемисфере под утицајем југозападног монсуна са Индијског океана који доноси кишу Етиопској висији и околини. Осим тога осећа се и утицај екваторијалног ваздуха. Зими је овај простор захваћен континенталним југоисточним сувим пасатом који дува са Арабијског полуострва. Сушна сезона тада траје и до пет месеци. Просечне температуре су нешто више него у остатку климата (око 34 °C), а количина падавина је због дужег периода суше мања (око 1.000 mm). Типичан представник овог подтипа је Џуба у Јужном Судану.
| Клима Џубе                 | Клима Џубе  | Клима Џубе   | Клима Џубе   | Клима Џубе  | Клима Џубе    | Клима Џубе    | Клима Џубе    | Клима Џубе   | Клима Џубе    | Клима Џубе    | Клима Џубе   | Клима Џубе  | Клима Џубе     |
| Показатељ \ Месец          | .Јан.       | .Феб.        | .Мар.        | .Апр.       | .Мај.         | .Јун.         | .Јул.         | .Авг.        | .Сеп.         | .Окт.         | .Нов.        | .Дец.       | .Год.          |
| -------------------------- | ----------- | ------------ | ------------ | ----------- | ------------- | ------------- | ------------- | ------------ | ------------- | ------------- | ------------ | ----------- | -------------- |
| Средњи максимум, °C (°F)   | 36,8 (98,2) | 37,9 (100,2) | 37,7 (99,9)  | 35,4 (95,7) | 33,5 (92,3)   | 32,4 (90,3)   | 31,1 (88)     | 31,6 (88,9)  | 33,1 (91,6)   | 34 (93)       | 34,7 (94,5)  | 35,9 (96,6) | 34,5 (94,1)    |
| Средњи минимум, °C (°F)    | 20,1 (68,2) | 21,7 (71,1)  | 23,6 (74,5)  | 23,4 (74,1) | 22,6 (72,7)   | 21,9 (71,4)   | 21,1 (70)     | 21 (70)      | 21,1 (70)     | 21,3 (70,3)   | 20,9 (69,6)  | 20 (68)     | 21,6 (70,9)    |
| Количина падавина, mm (in) | 5,1 (2,01)  | 11 (4,3)     | 36,7 (14,45) | 11,5 (4,53) | 129,9 (51,14) | 117,8 (46,38) | 144,7 (56,97) | 127,5 (50,2) | 103,7 (40,83) | 114,5 (45,08) | 43,1 (16,97) | 8,2 (3,23)  | 953,7 (375,47) |
| Извор:                     |             |              |              |             |               |               |               |              |               |               |              |             |                |

### Тропска клима
Тропски климат захвата просторе између 15° и 30° сгш на северној полулопти и између 19° и 34° јгш на јужној полулопти. Ово је појас сувих тропских пасата, где се издвајају области пустиња и полупустиња. Основне одлике су висока температура током године (преко 35 °C), са нешто већим амплитудама, затим мала влажност ваздуха и мала количина падавина (до 250 милиметара). Могу се издвојити три типа — атлантски, континентални и индијски.

#### Атлантски тип
Атлантски тип обухвата велика пространства северног дела континента изнад 15° сгш и југозападни део јужног дела континента. Ту спадају пустињске области Сахаре, Либијске и Арабијске пустиње на северу и Намиба на југу. Током лета северне хемисфере изнад Сахаре је нижи ваздушни притисак. Антициклон изнад Средоземља нема довољну влажност да би донео падавине овом поднебљу, а западни ветрови са Атлантика наилазе на хладну приобалну Канарску струју и губе влагу. Зими је ово простор антициклоналног поља где дувају суви континентални пасати. Зрачење је велико, облачност мала и испаравање огромно. Типичан представник климата је Картум у Судану (37 °C и 150 mm падавина годишње).
| Клима Картума              | Клима Картума | Клима Картума | Клима Картума | Клима Картума | Клима Картума | Клима Картума | Клима Картума | Клима Картума | Клима Картума | Клима Картума | Клима Картума | Клима Картума | Клима Картума |
| Показатељ \ Месец          | .Јан.         | .Феб.         | .Мар.         | .Апр.         | .Мај.         | .Јун.         | .Јул.         | .Авг.         | .Сеп.         | .Окт.         | .Нов.         | .Дец.         | .Год.         |
| -------------------------- | ------------- | ------------- | ------------- | ------------- | ------------- | ------------- | ------------- | ------------- | ------------- | ------------- | ------------- | ------------- | ------------- |
| Средњи максимум, °C (°F)   | 29,8 (85,6)   | 33 (91)       | 36,8 (98,2)   | 40,1 (104,2)  | 41,9 (107,4)  | 41,3 (106,3)  | 38,4 (101,1)  | 37,3 (99,1)   | 39,1 (102,4)  | 39,3 (102,7)  | 35,2 (95,4)   | 31,8 (89,2)   | 37 (99)       |
| Средњи минимум, °C (°F)    | 15,6 (60,1)   | 17 (63)       | 20,5 (68,9)   | 23,6 (74,5)   | 27,1 (80,8)   | 27,3 (81,1)   | 25,9 (78,6)   | 25,3 (77,5)   | 26 (79)       | 25,5 (77,9)   | 21 (70)       | 17,1 (62,8)   | 22,6 (72,7)   |
| Количина падавина, mm (in) | 0 (0)         | 0 (0)         | 0 (0)         | 0 (0)         | 0,4 (0,16)    | 4 (1,6)       | 46,3 (18,23)  | 75,2 (29,61)  | 25,4 (10)     | 4,8 (1,89)    | 0,7 (0,28)    | 0 (0)         | 156,8 (61,73) |
| Извор:                     |               |               |               |               |               |               |               |               |               |               |               |               |               |

У југозападном делу континента налази се пустиња Намиб. Ова област је под утицајем суви југоисточних пасата са Индијског океана, који све падавине излуче на југоисточним подгоринама па у копно продиру суве. Са Атлантика паралелно са обалском цртом дува пасат који прелати изнад хладне Бенгуелске струје и губи влагу удаљавајући се од тачке засићења. Зими, у јулу месецу, овде је поље високог ваздушног притиска и дува сув континентални пасат. Типичан представник је Валвис Беј у Намибији. Ниже температуре су последица хладне морске струје у приобаљу.
| Клима Валвис Беја          | Клима Валвис Беја | Клима Валвис Беја | Клима Валвис Беја | Клима Валвис Беја | Клима Валвис Беја | Клима Валвис Беја | Клима Валвис Беја | Клима Валвис Беја | Клима Валвис Беја | Клима Валвис Беја | Клима Валвис Беја | Клима Валвис Беја | Клима Валвис Беја |
| Показатељ \ Месец          | .Јан.             | .Феб.             | .Мар.             | .Апр.             | .Мај.             | .Јун.             | .Јул.             | .Авг.             | .Сеп.             | .Окт.             | .Нов.             | .Дец.             | .Год.             |
| -------------------------- | ----------------- | ----------------- | ----------------- | ----------------- | ----------------- | ----------------- | ----------------- | ----------------- | ----------------- | ----------------- | ----------------- | ----------------- | ----------------- |
| Средњи максимум, °C (°F)   | 20,4 (68,7)       | 19,1 (66,4)       | 20,4 (68,7)       | 19,1 (66,4)       | 19,6 (67,3)       | 18,7 (65,7)       | 18,3 (64,9)       | 16,5 (61,7)       | 15,7 (60,3)       | 16,9 (62,4)       | 17,6 (63,7)       | 19,5 (67,1)       | 18,5 (65,3)       |
| Средњи минимум, °C (°F)    | 15,1 (59,2)       | 14,4 (57,9)       | 14,7 (58,5)       | 12,6 (54,7)       | 12,2 (54)         | 11,1 (52)         | 10,5 (50,9)       | 9,9 (49,8)        | 10,4 (50,7)       | 11,6 (52,9)       | 12,3 (54,1)       | 14,1 (57,4)       | 12,4 (54,3)       |
| Количина падавина, mm (in) | 0,9 (0,35)        | 1,4 (0,55)        | 4,4 (1,73)        | 0,4 (0,16)        | 0,9 (0,35)        | 1 (0,4)           | 0 (0)             | 0,2 (0,08)        | 0,1 (0,04)        | 0,2 (0,08)        | 0,4 (0,16)        | 0,1 (0,04)        | 10 (3,9)          |
| Извор:                     |                   |                   |                   |                   |                   |                   |                   |                   |                   |                   |                   |                   |                   |

#### Континентални тип
Континентални тип обухвата простор басена Калахари у Намибији, Боцвани и ЈАР-у и висораван Кару. Климатске одлике и утицаји су слични као у приобалној пустињи Намиб. Зими је притисак висок, а лети дува југоисточни пасат са Индијског океана и доноси мању количину падавина источним деловима. Типичан представник климата је Ганзи у Боцвани (температура око 31 °C, а количина падавина до 420 милиметара). За разлику од Валвис Беја овде је температура виша због степена континенталности. Према југу падавине се повећавају и до 500 милиметара.
| Клима Ганзија              | Клима Ганзија | Клима Ганзија | Клима Ганзија | Клима Ганзија | Клима Ганзија | Клима Ганзија | Клима Ганзија | Клима Ганзија | Клима Ганзија | Клима Ганзија | Клима Ганзија | Клима Ганзија | Клима Ганзија  |
| Показатељ \ Месец          | .Јан.         | .Феб.         | .Мар.         | .Апр.         | .Мај.         | .Јун.         | .Јул.         | .Авг.         | .Сеп.         | .Окт.         | .Нов.         | .Дец.         | .Год.          |
| -------------------------- | ------------- | ------------- | ------------- | ------------- | ------------- | ------------- | ------------- | ------------- | ------------- | ------------- | ------------- | ------------- | -------------- |
| Средњи максимум, °C (°F)   | 33 (91)       | 33 (91)       | 32 (90)       | 30 (86)       | 28 (82)       | 25 (77)       | 25 (77)       | 28 (82)       | 32 (90)       | 34 (93)       | 34 (93)       | 34 (93)       | 31 (88)        |
| Средњи минимум, °C (°F)    | 20 (68)       | 19 (66)       | 18 (64)       | 14 (57)       | 9 (48)        | 6 (43)        | 5 (41)        | 8 (46)        | 13 (55)       | 17 (63)       | 19 (66)       | 20 (68)       | 14 (57)        |
| Количина падавина, mm (in) | 104,2 (41,02) | 81,9 (32,24)  | 68,3 (26,89)  | 22,6 (8,9)    | 9 (3,5)       | 1 (0,4)       | 0 (0)         | 1,5 (0,59)    | 1,2 (0,47)    | 24,6 (9,69)   | 45 (17,7)     | 61,3 (24,13)  | 420,6 (165,59) |
| Извор:                     |               |               |               |               |               |               |               |               |               |               |               |               |                |

#### Индијски тип
Индијски тип обухвата полупустињски предео југозападног Мадагаскара, полупустињу Сомалијског полуострва и Афарску депресију са Данакилском пустињом. Одликује се дугим сушним периодом, високим температурама и малом количином падавина.
Мадагаскар прима велике количине падавина на источним обалама. У средишту острва су високе планине које спречавају продор влажних маса ка истоку. Кишу доноси југоисточни пасат из западне периферије јужноиндијског антициклона. На југозападном делу острва које је заклоњено са једне стране високим планинама не продиру влажне масе, што овој области даје аридне карактеристике. Типичан представник је град Тулијара (око 30 °C и до 400 mm падавина)
| Клима Тулијаре             | Клима Тулијаре | Клима Тулијаре | Клима Тулијаре | Клима Тулијаре | Клима Тулијаре | Клима Тулијаре | Клима Тулијаре | Клима Тулијаре | Клима Тулијаре | Клима Тулијаре | Клима Тулијаре | Клима Тулијаре | Клима Тулијаре |
| Показатељ \ Месец          | .Јан.          | .Феб.          | .Мар.          | .Апр.          | .Мај.          | .Јун.          | .Јул.          | .Авг.          | .Сеп.          | .Окт.          | .Нов.          | .Дец.          | .Год.          |
| -------------------------- | -------------- | -------------- | -------------- | -------------- | -------------- | -------------- | -------------- | -------------- | -------------- | -------------- | -------------- | -------------- | -------------- |
| Средњи максимум, °C (°F)   | 32 (90)        | 32 (90)        | 32 (90)        | 31 (88)        | 29 (84)        | 27 (81)        | 27 (81)        | 28 (82)        | 29 (84)        | 29 (84)        | 30 (86)        | 31 (88)        | 30 (86)        |
| Средњи минимум, °C (°F)    | 23 (73)        | 23 (73)        | 22 (72)        | 20 (68)        | 17 (63)        | 15 (59)        | 14 (57)        | 15 (59)        | 16 (61)        | 19 (66)        | 20 (68)        | 22 (72)        | 19 (66)        |
| Количина падавина, mm (in) | 95 (37,4)      | 89 (35)        | 36 (14,2)      | 18 (7,1)       | 16 (6,3)       | 15 (5,9)       | 6 (2,4)        | 6 (2,4)        | 8 (3,1)        | 12 (4,7)       | 22 (8,7)       | 97 (38,2)      | 420 (165,4)    |
| Извор:                     |                |                |                |                |                |                |                |                |                |                |                |                |                |

Афарска депресија и Сомалијско полуострво су зими под утицајем сувог североисточног пасата из Азије, а лети овде дува југозападни монсун паралелно са обалском линијом и не доноси кише. Афарска депресија са Данакилском пустињом је 113 метара испод нивоа мора и окружена је високим планинама и побрђима са свих страна. Типичан представник је Бербера у Сомалији (око 35 °C и око 50 mm кишног талога)
| Клима Бербере              | Клима Бербере | Клима Бербере | Клима Бербере | Клима Бербере | Клима Бербере | Клима Бербере | Клима Бербере | Клима Бербере | Клима Бербере | Клима Бербере | Клима Бербере | Клима Бербере | Клима Бербере |
| Показатељ \ Месец          | .Јан.         | .Феб.         | .Мар.         | .Апр.         | .Мај.         | .Јун.         | .Јул.         | .Авг.         | .Сеп.         | .Окт.         | .Нов.         | .Дец.         | .Год.         |
| -------------------------- | ------------- | ------------- | ------------- | ------------- | ------------- | ------------- | ------------- | ------------- | ------------- | ------------- | ------------- | ------------- | ------------- |
| Средњи максимум, °C (°F)   | 29 (84)       | 29 (84)       | 30 (86)       | 32 (90)       | 36 (97)       | 42 (108)      | 42 (108)      | 41 (106)      | 39 (102)      | 33 (91)       | 32 (90)       | 29 (84)       | 34 (93)       |
| Средњи минимум, °C (°F)    | 20 (68)       | 22 (72)       | 23 (73)       | 25 (77)       | 27 (81)       | 30 (86)       | 31 (88)       | 31 (88)       | 29 (84)       | 24 (75)       | 22 (72)       | 20 (68)       | 25 (77)       |
| Количина падавина, mm (in) | 8 (3,1)       | 3 (1,2)       | 5 (2)         | 13 (5,1)      | 8 (3,1)       | 0 (0)         | 0 (0)         | 3 (1,2)       | 0 (0)         | 3 (1,2)       | 5 (2)         | 5 (2)         | 53 (20,9)     |
| Извор:                     |               |               |               |               |               |               |               |               |               |               |               |               |               |

### Суптропска клима
Суптропска клима на афричком континенту обухвата крајње северозападне и југозападне делове. Одликује се топлим и сувљим летима и прохладним и свежим зимама. На северној полулопти то је предео Атласких планина и уског приобаља уз поменути венац, а на јужној хемисфери узан приобални појас крајњег југозападног дела ЈАР-а. Могу се према томе издвојити два типа: средоземни и јужноафрички.

#### Средоземни тип
Суптропски средоземни тип обухвата венац Атласа и приобаље Марока, Алжира и Туниса. Ова регија је под утицајем сахарског ваздуха, па су јужне падине Атласа, окренуте пустињи сувље и топлије. Зими је над Средоземљем низак ваздушни притисак па западни ветрови доносе кишу са Атлантика. Највише се излучи у приобаљу и северним подгоринама. Продор даље ка истоку спречавају планински венци па су обале Либије и Египта много сушније. Лети је изнад Средоземља висок ваздушни притисак и антициклон доноси суво и топло време. Типичан представник климата је град Алжир (просечна температура око 23 °C, а падавине до 700 mm).
| Клима Алжира               | Клима Алжира | Клима Алжира | Клима Алжира | Клима Алжира | Клима Алжира | Клима Алжира | Клима Алжира | Клима Алжира | Клима Алжира | Клима Алжира | Клима Алжира | Клима Алжира  | Клима Алжира   |
| Показатељ \ Месец          | .Јан.        | .Феб.        | .Мар.        | .Апр.        | .Мај.        | .Јун.        | .Јул.        | .Авг.        | .Сеп.        | .Окт.        | .Нов.        | .Дец.         | .Год.          |
| -------------------------- | ------------ | ------------ | ------------ | ------------ | ------------ | ------------ | ------------ | ------------ | ------------ | ------------ | ------------ | ------------- | -------------- |
| Средњи максимум, °C (°F)   | 16,5 (61,7)  | 17,3 (63,1)  | 18,5 (65,3)  | 20,4 (68,7)  | 23,5 (74,3)  | 27 (81)      | 30,6 (87,1)  | 31,2 (88,2)  | 29,2 (84,6)  | 25,1 (77,2)  | 20,7 (69,3)  | 17,2 (63)     | 23,1 (73,6)    |
| Средњи минимум, °C (°F)    | 5,9 (42,6)   | 6,4 (43,5)   | 7 (45)       | 9 (48)       | 12 (54)      | 15,6 (60,1)  | 18,5 (65,3)  | 19,1 (66,4)  | 17,1 (62,8)  | 13,7 (56,7)  | 9,6 (49,3)   | 7 (45)        | 11,7 (53,1)    |
| Количина падавина, mm (in) | 80 (31,5)    | 81,8 (32,2)  | 73,4 (28,9)  | 61,1 (24,06) | 39,9 (15,71) | 16,7 (6,57)  | 4,6 (1,81)   | 7,4 (2,91)   | 34,2 (13,46) | 76 (29,9)    | 96,4 (37,95) | 115,2 (45,35) | 686,6 (270,31) |
| Извор:                     |              |              |              |              |              |              |              |              |              |              |              |               |                |

#### Јужноафрички тип
Јужноафрички средоземни тип обухвата приобаље око града Кејптауна и Рта добре наде у Јужноафричкој Републици. За разлику од средоземног, овај климат има израженији маритиман-океански карактер, па су лета свежија, зиме блаже, а температуре ниже. Зими у овој области продиру стални западни ветрови и доносе падавине, док се лети, у јануару регија налази под утицајем високог ваздушног притиска па су падавине ређе и оскудне. Типичан представник климата је Кејптаун (температуре око 22 °C и падавине до 520 милиметара).
| Клима Кејптауна            | Клима Кејптауна | Клима Кејптауна | Клима Кејптауна | Клима Кејптауна | Клима Кејптауна | Клима Кејптауна | Клима Кејптауна | Клима Кејптауна | Клима Кејптауна | Клима Кејптауна | Клима Кејптауна | Клима Кејптауна | Клима Кејптауна |
| Показатељ \ Месец          | .Јан.           | .Феб.           | .Мар.           | .Апр.           | .Мај.           | .Јун.           | .Јул.           | .Авг.           | .Сеп.           | .Окт.           | .Нов.           | .Дец.           | .Год.           |
| -------------------------- | --------------- | --------------- | --------------- | --------------- | --------------- | --------------- | --------------- | --------------- | --------------- | --------------- | --------------- | --------------- | --------------- |
| Средњи максимум, °C (°F)   | 26,1 (79)       | 26,5 (79,7)     | 25,4 (77,7)     | 23 (73)         | 20,3 (68,5)     | 18,1 (64,6)     | 17,5 (63,5)     | 17,8 (64)       | 19,2 (66,6)     | 21,3 (70,3)     | 23,5 (74,3)     | 24,9 (76,8)     | 22 (72)         |
| Средњи минимум, °C (°F)    | 15,7 (60,3)     | 15,6 (60,1)     | 14,2 (57,6)     | 11,9 (53,4)     | 9,4 (48,9)      | 7,8 (46)        | 7 (45)          | 7,5 (45,5)      | 8,7 (47,7)      | 10,6 (51,1)     | 13,2 (55,8)     | 14,9 (58,8)     | 11,4 (52,5)     |
| Количина падавина, mm (in) | 15 (5,9)        | 17 (6,7)        | 20 (7,9)        | 41 (16,1)       | 69 (27,2)       | 93 (36,6)       | 82 (32,3)       | 77 (30,3)       | 40 (15,7)       | 30 (11,8)       | 14 (5,5)        | 17 (6,7)        | 515 (202,8)     |
| Извор:                     |                 |                 |                 |                 |                 |                 |                 |                 |                 |                 |                 |                 |                 |

### Планински климат
Због свог географског положаја у односу на екватор, афрички континент не залази у умерене и поларне ширине, па се због тога не издвајају хладни климатски појасеви. Међутим, нешто хладније области јављају се на планинама захваљујући надморској висини. У тим пределима издваја се планински (субекваторијални) климат. Заступљен је на висоравнима изнад 4.000 метара, као што су Етиопске планине, Килиманџаро, Рувензори и Кенија. Температуре се спуштају и испод 0 °C ноћи, а дању се крећу у распону од 5 – 15 °C. Током године пада снег и задржава се неколико месеци. Изнад снежне границе снежни покривач је присутан током целе године.

## Климатске промене
Клима Африке је у далекој прошлости била влажнија него данас. Током последњег леденог доба и смене глацијала и интерглацијала, континент је пролазио кроз сушније и влажније фазе. У плеистоцену је у Чадској котлини постојало језеро које је захватало простор од данашњег басена на југу до котлине Боделе на северу. Сахаром су пре око 10.000 године текле реке са планинских врхова, а данас су у њиховим долинама сува речна корита — уади. Савремене климатске промене у Африци негативно утичу на многобројне аспекте људске делатности али и на саму природу уопште.
Последица глобалног пораста температуре утиче на ширење пустиња у северном делу континента. То проширује аридни климат на уштрб влажнијих предела на ободу. Смањена количина падавина узрокује да бројне мање реке пресушују у току године. Све ово утиче негативно на пољопривредну делатност становништва у Африци. Смањују се површине под плодним земљиштем, суше су све чешће и све дуже, а приноси све мањи. Промена климе утиче и на биодиверзитет и екосистеме. Многе биљне и животињске врсте угрожене су порастом температура, недостатком воде и смањењем природних станишта. Мањак пијаће воде и плодног земљишта узрок је потенцијалних ратова на простору Африке. Предвиђа се да ће температура до 2100. године порасти за 1,5 – 4 °C.

## Галерија
- Либијска пустиња
- Сахелски регион
- Прашума Конга
- Килиманџаро
- Језеро Малави